# René Fülöp-Miller
René Fülöp-Miller, född 17 mars 1891 i Karansebesch, Banatet, död 17 maj 1963 i Hanover, New Hampshire, var en österrikisk författare.
René Fülöp-Miller härstammade från sydöstra Ungern och visade stort intresse för rysk kultur, särskilt Fjodor Dostojevskij och Lev Tolstoj (Die Lebenserinnerungen der Gattin Dostojewskis, 1925, Der unbekannte Tolstoy, 1927, Raskolnikows Tagebuch, 1927). han skrev kultiverade och originella essäer, bland annat Geist und Gesicht des Bolschewismus (1926), Lenin und Gandhi (1927), Der heilige Teufel (1927, om Rasputin, svensk översättning 1929), Das russische Theater (1927, tillsammans med Joseph Gregor) samt Das amerikanische Theater und Kino (1931). Die Phantasiemaschine. Eine Saga der Gewinnsucht (1931) är en karaktäristik av den moderna internationella filmkulturen. Ett försök att psykologisk förklara den politiska masspsykosen var analysen Führer, Schwärmer und Rebellen (1934). Bland Fülöp-Millers romaner märks Katzenmusik (1936), historien om ett underbarn.